# Цяпенко, Фёдор Захарович
Фёдор Захарович Цяпенко (11 марта 1925 — 1999) — советский хозяйственный и государственный деятель, Герой Социалистического Труда.

## Биография
Родился 11 марта 1925 года в селе Качковка. Член КПСС.
Участник Великой Отечественной войны: пулемётчик 1-го батальона 359-гос стрелкового полка 50-й стрелковой дивизии
В 1950—1980 — механизатор, председатель колхоза имени Ленина Ямпольского района Винницкой области Украинской ССР.
Указом Президиума Верховного Совета СССР от 23 июня 1966 года присвоено звание Героя Социалистического Труда с вручением ордена Ленина и золотой медали «Серп и Молот».
Жил в Цекиновке Винницкой области. Умер в 1999 году.

## Награды и звания
- Герой Социалистического Труда (23.06.1966)
- Орден Ленина (23.06.1966)
- Орден Октябрьской Революции (08.04.1971)
- Орден Отечественной войны I степени (11.03.1985)
- Орден Трудового Красного Знамени (10.03.1976)
- Орден Знак Почёта (26.02.1958)